# Kunstgussmuseum Lauchhammer

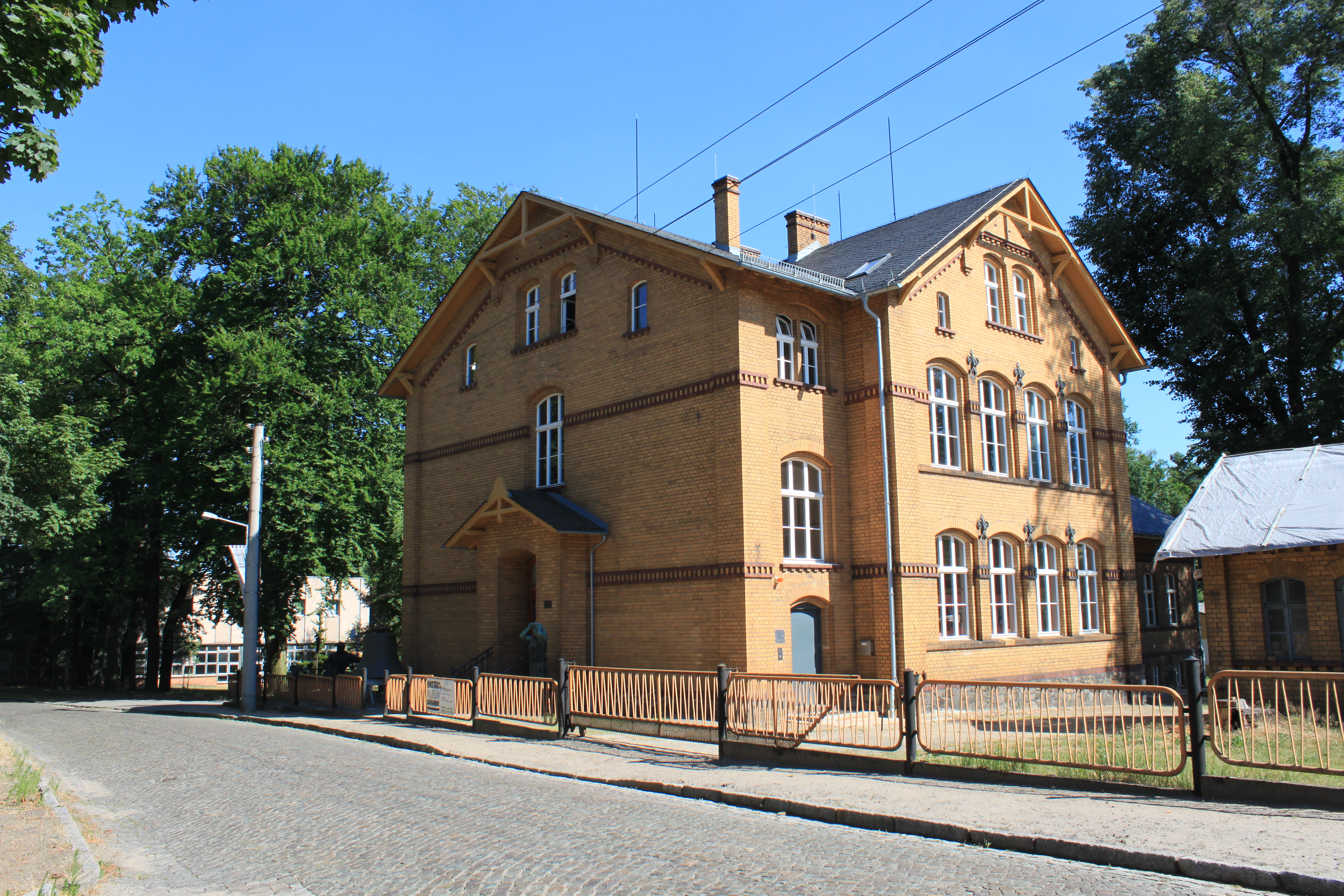
Kunstgussmuseum in der Freifrau-von-Löwendal-Straße (seit 2008)

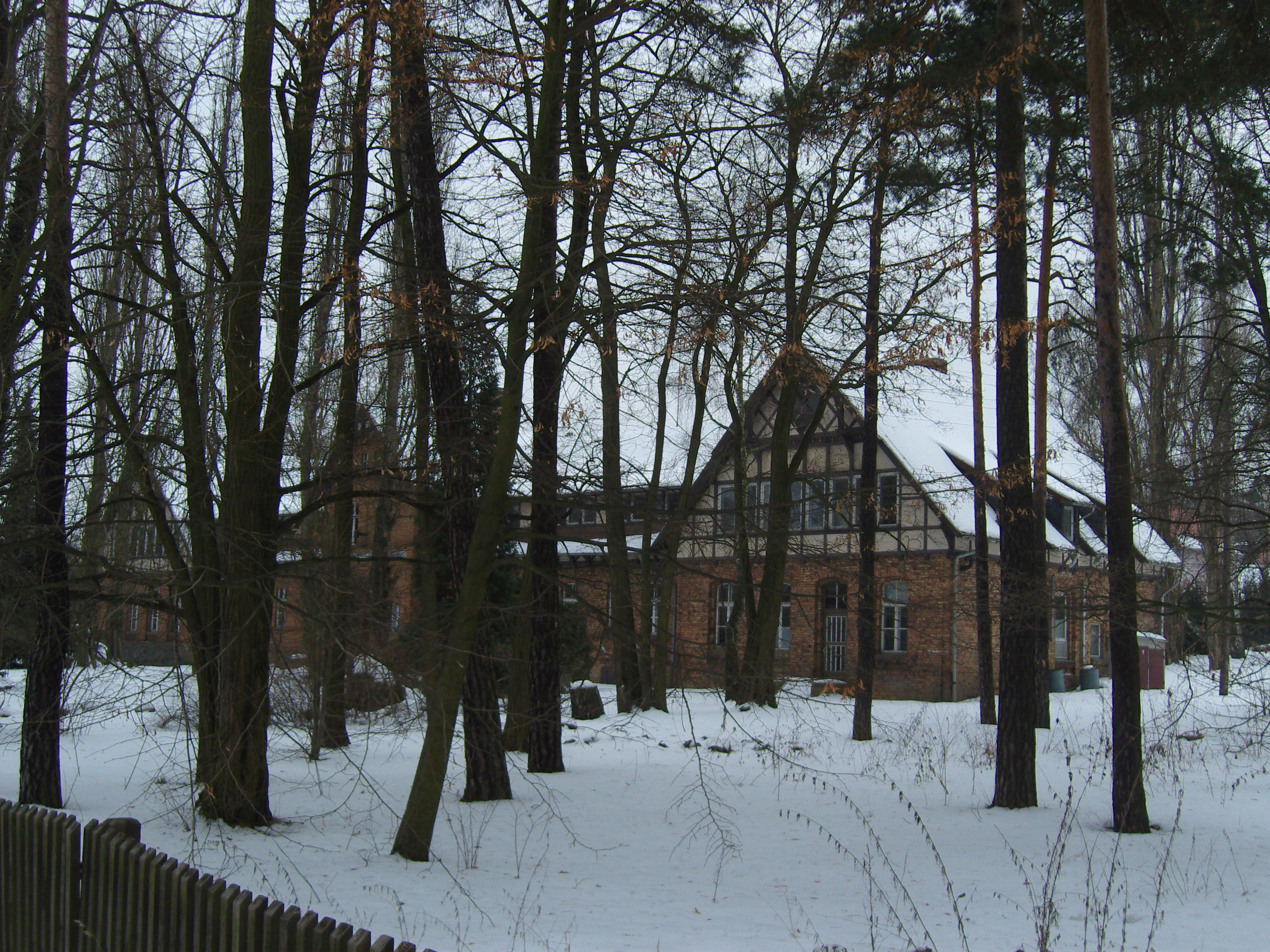
Ehemaliges Kunstgussmuseum in der Grünhauser Straße (1993–2008)

Das Kunstgussmuseum Lauchhammer ist ein 1993 eröffnetes Museum im Lauchhammeraner Stadtteil Lauchhammer-Ost.

## Geschichte
Die Initiative zur Schaffung eines Museums, das die über 200 Jahre alte Geschichte des Kunstgusses in Lauchhammer darstellen sollte, erfolgte durch die 1991 ins Leben gerufene WEQUA GmbH, einer Wirtschafts- und Qualifizierungsgesellschaft. Sie war in dieser Zeit unter anderem auch Träger für Arbeitsbeschaffungsmaßnahmen (ABM).
Zunächst wurde in Lauchhammer-Ost das 1898 errichtete unter Denkmalschutz stehende einstige Lehrlings- und Gesellenheim des Lauchhammerwerkes in der Grünhauser Straße 19 angemietet und über ABM zum Museum umgestaltet. Da bis zu diesem Zeitpunkt keine Sammlung zum Thema existierte, suchten die Beauftragten geeignete Exponate für die geplante Ausstellung in Lauchhammer und außerhalb. Verhandlungen mit der Gemeinde Wolkenburg, deren Schloss Stammsitz der Grafen von Einsiedel war und Aufrufe an die Bevölkerung mit der Bitte um Leihgaben und Verkäufe brachten kaum Erfolge, sodass bereits vorhandene Modelle restauriert oder nachgegossen wurden. Nachdem der für Dezember 1992 geplante Termin einer Eröffnung zunächst verstrich, konnte das Kunstgussmuseum Lauchhammer schließlich am 4. Februar 1993 offiziell eröffnet werden.
Seit dem Jahre 2008 hat das Museum mit dem „Schaudepot Bronzeschule“ seinen Sitz im denkmalgeschützten Gebäude einer Berufsschule in der Freifrau-von-Löwendal-Straße 3.

## Ausstellung
Neben Eisen- und Bronzegüssen von Skulpturen beherbergt das Museum als wichtigsten Teil der Sammlung einen etwa 2800 Stücke umfassenden Modellfundus der hier ansässigen Gießerei. Außerdem wartet das Museum neben der ständigen Ausstellung zur Geschichte des traditionellen Kunstgusses in Lauchhammer mit verschiedenen Sonderausstellungen auf, von denen die erste mit dem Thema Arbeitsplatz Lauchhammer. Historische Fotos von 1860–1925. vom damaligen Ministerpräsidenten des Landes Brandenburg Manfred Stolpe eröffnet wurde. Ab 2024 soll das Kunstgussmuseum aus Mitteln des Strukturstärkungsgesetzes mit einem modernen, ca. 1500 m² großen Anbau deutlich vergrößert werden. Das Museum soll verstärkt wahrgenommen werden – über die Region hinaus. Einen ersten Aufschlag macht 2024 die landkreisübergreifende Ausstellung „Schlafende Hunde“, in der Konzeptkünstler Hans-Peter Klie Skulpturen und Objekte aus dem Fundus und dem Bestand des Museums mit aktuellen Foto-, Objekt-, Video- und Textarbeiten zu einer Rauminstallation verband.
Weitere Themen waren seither unter anderem:
- Lauchhammer – demontierte Geschichte (1994)
- Alte Denkmale in Lauchhammer (1996)
- Industriefotografie (2000)
- Lauchhammer macht Figur (2002)